# Grigori Groum-Grjimaïlo
Grigori Efimovitch Groum-Grjimaïlo (en russe : Григорий Ефимович Грумм-Гржимайло, né en 1860 à Saint-Pétersbourg – 1936) est un entomologiste russe passé à la postérité pour ses expéditions en Asie Centrale (plateau du Pamir, Boukhara, Montagnes célestes, plateaux du Gansu, et de Koukounor), en Mongolie occidentale et dans la province de Touva, enfin vers l'Extrême-Orient russe. En botanique, son nom apparaît sous la forme Grigor Efimowitsch Grumm-Grzhimaylo.

## Biographie
Il s’intéresse d'abord à la peste du phylloxera qui ravage les vignobles de N. Y. Danilevski et compose son premier essai scientifique, consacré aux lépidoptères de Crimée, à l'âge de 21 ans. Il devient l’assistant du professeur M. N. Bogdanov au Musée zoologique de Saint-Pétersbourg, dont il augmente notablement les collections. Il met en ordre le fonds du musée réuni précédemment par Nikolaï Prjevalski, Grigori Potanine, Piotr Semionov-Tian-Chanski et d’autres explorateurs de l'Asie Centrale.
À partir de 1882, Groum-Grjimaïlo étudie les lépidoptères de Bessarabie, du Gouvernement de Podolie, de Crimée, et des pays baltes : cela l'amène à la zoogéographie. Alors qu'il chasse des insectes dans les environs de Vieux Sarepta, il fait la connaissance du collectionneur allemand Rückbeil, puis du grand-duc Nicolas Mikhaïlovitch de Russie, qui l'invite à publier ses recherches, et lui offre de subventionner une expédition vers le Pamir. En 1884, Groum-Grjimaïlo entreprend donc sa première expédition vers l'Orient russe : il traverse les Monts Alaï, effectue l'ascension de cette chaîne par le col de Tersagar et gagne ainsi la haute-vallée de la Mouksou et enfin le glacier Fedtchenko. Il découvre le Lac Karakul puis fait demi-tour : de ce voyage, il ramène 12 000 spécimens, dont trente sont inconnus de la Science. Stimulé par l'intérêt de ces découvertes, il monte une seconde expédition en 1885 et traverse Karateguine, Darvaz, le khanat de Boukhara, Ghissar, Koulyab, Beldjouan, Chakhrisabz, Karchi, Goudzara, Cherabad, Kabadian et Kurgan-Tyube. Cette fois il ramène 20 000 spécimens d'insectes.
Sa troisième expédition, en 1886, le mène le long du Kara-Daria, via le col de Kugart, puis il remonte la vallée de la Naryn jusqu'à la Forteresse de Naryn, et de là rallie At-Bachi vers le sud puis le sud-ouest jusqu'aux monts At-Bashi et Tash-Rabat, où passait l'antique Route de la soie, et enfin le lac Tchatyr-Koul. Il pousse jusqu'à Kachgar, franchit le col d'Irkechtam et repart par Och.
Les expéditions menées avec son frère, Mikhaïl Efimovitch Groum-Grjimaïlo, entre 1889 et 1890 ont pour but de ramener des spécimens du cheval sauvage de Mongolie. Après avoir capturé deux chevaux sauvages dans les environs de Gushen (44°N 90°30'E), ils parviennent à recueillir 1 048 spécimens d'oiseaux. Ils ont parcouru 8 600 km.
Groum-Grjimaïlo effectua encore bien d'autres expéditions au cours des années suivantes mais perdit peu à peu son intérêt pour l'entomologie, en partie à cause de différends avec le mécène de ses expéditions, le Grand-duc Nicolas Mikhaïlovitch, qui entendait être propriétaire de sa collection privée. Accusé de camoufler des spécimens et en proie aux difficultés financières, il dut céder sa collection à Henry John Elwes.
La Société géographique de Russie lui décerne la Médaille Constantin en 1907.

## Publications
Sélection
- Novae species et varietas Rhopalocerum in Horae Soc. ent. Rossicae, 22: 303-307 (1888)
- Le Pamir et la faune lépidoptérologique. Mém. lépidop. Ed. N. M. Romanoff 4 volumes 576 p., 21 pl. (1890)
- Lepidoptera nova in Asia centrali novissime lecta et descripta Horae Soc. ent. Ross. 25 (3-4): 445-465 (1891)
- (ru) Lepidoptera nova vei parum cognita regionis palaearcticae. I. Ezhegod. Zool Mus. Imp. Akad. Nauk, Ann. Mus. Zool. Acad. Imp. Sc. Volume 4 (1899).
- (ru) Lepidoptera nova vel parum cognita regionis palaearcticae. II. Ezhegod. Zool. Mus. Imp. Acad. Nauk, Ann Mus. Zool. Acad. Imp. Sc.,Volume 7 (1902)

Grumm-Grzhim. est l’abréviation botanique standard de Grigori Groum-Grjimaïlo.
Consulter la liste des abréviations d'auteur en botanique ou la liste des plantes assignées à cet auteur par l'IPNI, la liste des champignons assignés par MycoBank, la liste des algues assignées par l'AlgaeBase et la liste des fossiles assignés à cet auteur par l'IFPNI.

## Collections
Un grand nombre des spécimens de lépidoptères et de coléoptères réunis par Grumm-Gerdjimaïlo sont conservés au Musée zoologique de Saint-Pétersbourg. Le reste a été vendu au Britannique H.J. Elwes.